# Стритт, Мари
Мари Стритт (18 февраля 1855, Сигишоара, Муреш — 16 сентября 1928, Дрезден, Саксония) — актриса театра, феминистка и лидер движения за предоставление женщинам избирательных прав как в Германии, так и на международном уровне. Она работала над проблемой женского образования и боролась против регулируемой государством проституции. Мари Стритт работала над изменениями в законах о разводе через Федеральное общество правовой помощи женщинам. Она поддерживала доступность контроля рождаемости и абортов.

## Жизнь
Мари Стритт (в девичестве Бэкон) родилась 18 февраля 1885 года в Сегешваре, Королевство Венгрия (ныне Сигишоара, Румыния). Стритт работала актрисой в Баденском государственном театре. В 1879 году она вышла замуж за актёра и оперного певца Альберта Стритта (1847—1908).
Мари начала свою деятельность в конце 1890-х годов. Она была активисткой многих групп, выступающих за права женщин на равноправие в сфере образования и юридическую защиту, включая Общество правовой помощи женщинам (1894). Стритт была важным лидером в Международном альянсе за избирательное право женщин (IWSA), целью которого было продвигать женское образование и противостоять регулируемой государством проституции.
Мари Стритт была одной из основательниц Международного союза женщин 1904 года в Берлине, Германия. Она также была председателем Международного альянса женщин с 1913 по 1920 год. Хотя Стритт принадлежала к радикальному крылу женского движения, она, как правило, пыталась выступать посредником между разными его фракциями.
Мари Стритт умерла 16 сентября 1928 года в Дрездене, Германия.